# 萬歲系列
萬歲系列（上等。シリーズ）是三浦勇雄的輕小說作品。插畫為屡那。
第一集《聖誕節萬歲》是Media Factory主辦的第一屆MF文庫J輕小說新人獎評審特別獎得獎作品。之後在同出版社的MF文庫J出版，全八集。中文版由東立出版社代理。

## 劇情大綱
五十嵐鐵平，在聖誕節當天，突然被從異世界前來，名為槍之岳的女性告知「你獲選成為負責拯救不幸少女的聖誕老人了」。不情願地接受的鐵平；要解救的對象，是同班的美少女古都緣……

## 登場人物

### 羽原羽高中
五十嵐 鐵平（いがらし てっぺい）
主角。每次都會被捲入槍之岳的「企劃」當中。經常吐槽槍之岳的行動，儘管不斷抱怨，依然會好好收拾發生在自己身邊的事件。非常容易生氣。現在為了和緣就讀同一所大學而拼命讀書。五吋釘企圖消除其記憶，卻因為有槍之岳的防禦系統而維持記憶。
古都 緣（こと ゆかり）
鐵平的同學。第一集的半年前（4月至6月間）父母雙亡，記得當時被鐵平安慰（本人認為這是不負責任的行為）。實際上是大企業的繼承人，每天都十分忙碌。受到五寸釘的影響而失去相關記憶。
藤森 文七（ふじもり ぶんしち）
鐵平的同班同學、損友。在情人節時成為速水的偽裝，本人幾乎沒有登場，但在白色情人節開始每集都會幫助槍之岳。在第四集為了實行槍之岳的計畫，煽動緣舉辦婚禮。將來想要繼承家裏的酒店，卻不知為何就讀於升學班。第五集主角。同樣受到記憶操縱。
瀧本 柚子（たきもと ゆず）
羽原羽高中二年級學生。暑假在屋頂上被來學校補修的文七發現而和他對話。柚子告訴他屋頂上有像是幽靈的幽子（因為像是幽靈而沒有名字，柚子所命名）存在，希望文七能和她做朋友。但這實際上卻是被班上同學孤立的柚子為了消失而利用文七。幽子（似乎真的存在）藉由把柚子的情報當成自己的情報告訴第三者文七，使文七誤認幽子存在而能夠成為具有柚子容貌的存在。儘管幽子和柚子兩人交換，卻依然被文七發現，並說服幽子在作一次交換，但結果卻造成兩人合一。似乎對文七抱持好感。努力企圖讓文七取回記憶。

### 百合百合學園
霧島 曜子（きりしま ようこ）
百合百合學園三年級學生，琴部部（第六集時）。除了文七以外的人，都是在情人節的企劃和她認識。和鐵平與緣相比精神面較弱，容易受傷，但似乎這樣才是一般人的反應。在情人節過後忘不了緣的事情，對她相當敬愛。但是從白色情人節的樣子看來，似乎抱有更深一層的感情。和前述兩人同樣受到記憶操作。

百合學園高中一年級學生。曜子的學妹，琴部部員。因為自己是同性戀而被同學虐待。作為遺書的信被槍之岳動手腳而落到曜子手中。曜子得知信件的真正涵意後，說服她打消念頭。靠著曜子的幫忙，和同樣受到虐待的戀愛對象一同回到了班上，從此便相當愛慕曜子。

### 異世界人
槍之岳（やりがたけ）
每次都把鐵平捲入麻煩中的女性。內界「快樂電視台（OTV）」高收視率節目「外界觀點」的播報員。行動時會穿著各種不同顏色的套裝、半框眼鏡和內褲。時常詐稱自己為鐵平的姐姐「五十嵐豆子」。
一本釣（いっぽんづり）
OTV的導演，第二世界的生命體。聖誕夜的世界是他所設計的，實際目的是想要拯救毫無目的活著的同胞速水。第四集後便沒再登場，但還有繼續導演節目。
速水 真事（ハヤミ マコト）
KOTO的副社長。實際上是第二世界的生命體偽裝而成，因為沒有名字變稱呼其為速水。原本受到一本釣影響企圖向第一世界復仇，但後來被鐵平說服後為了贖罪而繼續活著。在第四集最後看來是和一本釣一同行動，但第六集一本釣被逮捕後便下落不明。
大目玉（おおめだま）
在第二集登場。快樂電視台的競爭對手「黑色幽默電視台（BTV）」的播報員。經常穿著黑色套裝，帶著眼鏡。最近似乎被緣愛慕，但第六集最後和越後屋一同被逮捕。
越後屋（えちごや）
在第六集登場。槍之岳的學弟，在OTV工作。時常模仿槍之岳，槍之岳對其相當感冒。和大目玉一同被逮捕。
五寸釘（ごすんくぎ）
在第六集登場。反世界交流派的第一人，越後屋推測他為幕後黑手。具有相當強力的戰鬥能力。

## 世界觀
地球是由許多不同次元的世界所構成。目前登場的有第一世界（The First）、第二世界（The second）與第三世界（The Third）
第一世界
槍之岳所屬的世界。別名內界。生活，服裝和第三世界幾乎相同，但科技相當進步。
第二世界
「外界觀點」導演一本釣的世界。沒有個體性格的複數生命體統合為一個意識活動，在和第一世界接觸後得知個體概念存在，卻因此產生摩擦，興起自相殘殺的戰爭後崩壞。現在成為第一世界和第三世界間的橋樑。
第三世界
五十嵐鐵平、古都緣所處的世界。和第一世界幾乎沒有往來，就算有也會被削除記憶（但鐵平和緣例外）。相當普通的世界

## 書籍一覽

### 日文版
|  | 2005年10月初版 ISBN 4840114285 2006年1月初版 ISBN 4840114838 2006年2月初版 ISBN 4840115060 2006年5月初版 ISBN 4840115400 2006年8月初版 ISBN 4840115958 2006年11月初版 ISBN 4840117454 2007年3月初版 ISBN 9784840118231 2007年4月初版 ISBN 9784840118392 |

### 中文版
| 1. 聖誕節萬歲 2. 情人節萬歲 3. 白色情人節萬歲 4. 六月新娘萬歲 5. 短篇萬歲 6. 祭典萬歲 7. 櫻花萬歲 8. 櫻花盛開萬歲 | 2007年1月31日初版 ISBN 9861195807 2007年2月1日初版 ISBN 9861195815 2007年3月23日初版 ISBN 9789861195827 2007年6月5日初版 ISBN 9789861195834 2007年8月16日初版 ISBN 9789861003054 2007年10月14日初版 ISBN 9789861003061 2008年3月6日初版 ISBN 9789861012308 2008年4月1日初版 ISBN 9789861014579 2008年4月10日初版 ISBN 978-986-10-1457-9 |

## 關聯條目
- MF文庫J
- MF文庫J輕小說新人獎